# Adolf Gutmann (Mediziner)
Adolf Gutmann (* 25. Oktober 1876 in Vietz/Mark Brandenburg; † 10. Dezember 1960 in Santiago de Chile) war ein deutscher Augenarzt und Hochschullehrer.

## Werdegang
Gutmann war ab 1911 Privatdozent und ab 1921 a. o. Prof. für Augenheilkunde in Berlin. Seine private Augenklinik in Berlin verfügte im Jahr 1926 über 16 Betten. Er war auch Mitautor eines Lehrbuchs. Aufgrund des § 4 (1) der Ersten Verordnung zum Reichsbürgergesetz von 1935 durfte er kein öffentliches Amt mehr bekleiden; ihm wurde die Lehrbefugnis entzogen. Es gelang ihm, 1939 nach Chile zu emigrieren, wo er 1960 starb.